# 張杰 (萬曆進士)
張杰（？—？），號持表，山西平阳府臨汾縣人。

## 生平
万历三十四年（1606年）丙午科山西乡试举人，四十一年（1613年）癸丑科進士，通政司觀政，四十二年授丰润县知县，四十四年調任遵化县知县。四十六年順天同考，四十八年升工部虞衡司主事，天啓二年管理节慎库，本年調兵部车驾司，三年升员外郎，四年升职方司郎中，六年閏六月升四川布政司右參政，七年加升按察使。

## 家族
曾祖张思智，知县。祖父张汝楩，教谕。父张光德，廪生。